# Margarida d'Àustria (duquessa de Savoia)

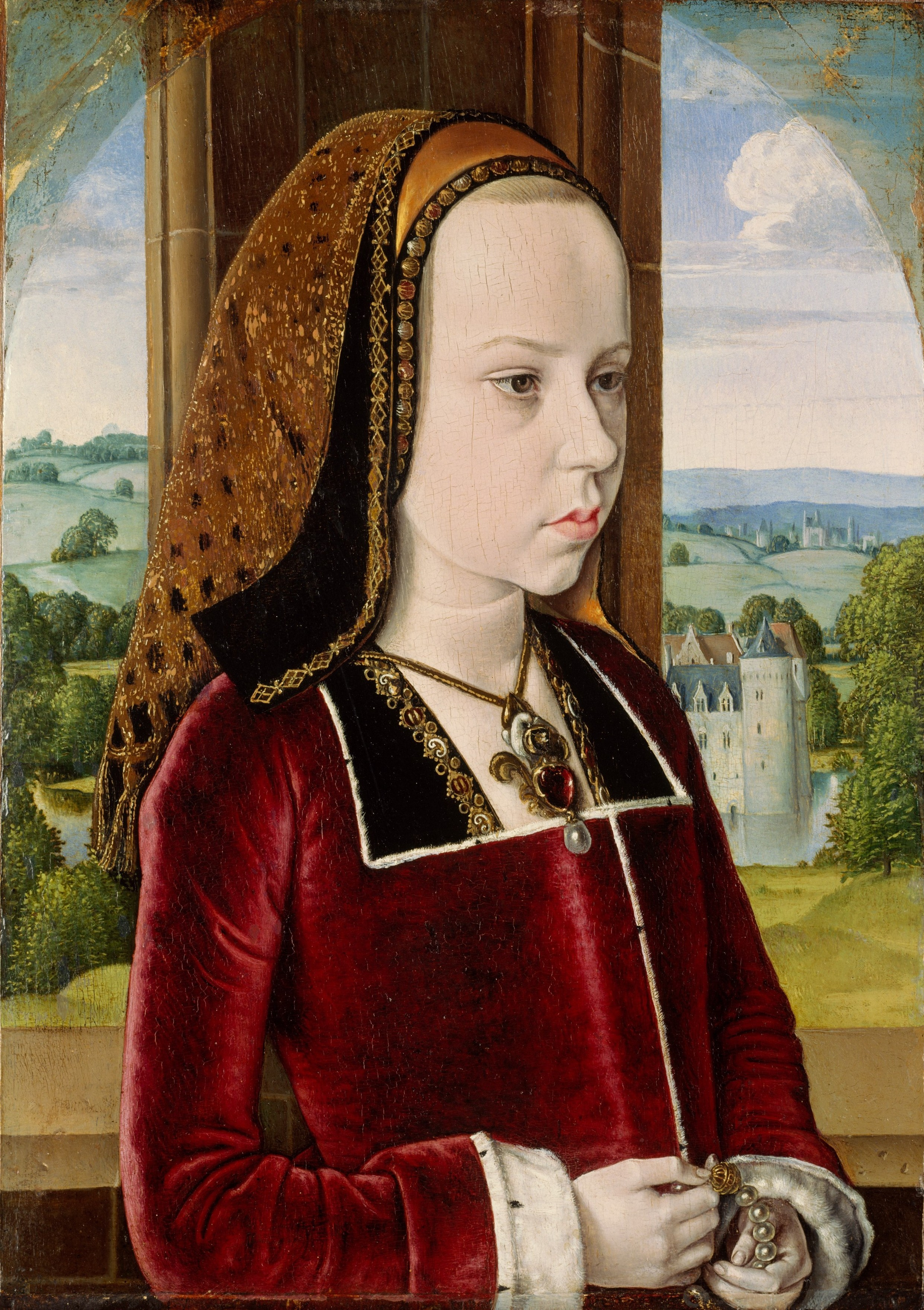
Imatge de Margarida d'Habsburg, pintada pel Mestre de Moulins vers el 1490.

Margarida d'Àustria o Margarida d'Habsburg (Brussel·les, Països Baixos borgonyons 10 de gener de 1480 - Mechelen –o Malines–, 1 de desembre de 1530) fou una princesa borgonyona, filla de l'emperador Maximilià I d'Àustria, duquessa consort de Savoia, comtessa consort de Ginebra i titular de Charlorais. En el seu temps va ser considerada al costat d'Anna de Bretanya, Lluïsa de Savoia i Caterina d'Aragó, una de les dones més intel·ligents de la reialesa europea.

## Antecedents familiars
Va néixer el 10 de gener de 1480 a la ciutat de Brussel·les, ciutat que en aquell moments formava part dels Països Baixos borgonyons, territoris sota la sobirania del ducat de Borgonya. Fou filla de l'emperador Maximilià I del Sacre Imperi Romanogermànic i de la duquessa Maria de Borgonya. Era neta per línia paterna de l'emperador Frederic III i Elionor de Portugal, per línia materna del duc Carles I de Borgonya i Isabel de Borbó, i germana petita de l'arxiduc d'Àustria i posterior rei de Castella Felip el Bell.

## Compromís fallit
Margarida va ser compromesa el 1483, quan tenia 3 anys, al delfí de França Carles VI, el futur Carles VIII de França, i va ser enviada al Regne de França sota la protecció del rei Lluís XI de França, duent com a dot el comtat d'Artois i el Franc Comtat segons el Tractat d'Arràs de 1482. Margarida va viure durant deu anys a França, on va rebre el títol de delfina, però el 1493 Carles VIII va renunciar a aquest tractat i es casà amb Anna de Bretanya, tornant Margarida amb el seu pare.

## Núpcies
El 3 d'abril de 1497 Margarida es casà a la catedral de Burgos amb el príncep d'Astúries Joan d'Aragó (1478-1497), únic fill mascle i hereu dels Reis Catòlics, que no obstant això va morir sis mesos després, deixant a Margarida embarassada. Margarida sumida en una profunda tristesa per la mort del seu espòs va donar llum prematurament una nena que no va sobreviure.
El 2 de desembre de 1501 es va casar, en segones núpcies, a la població de Romainmôtier (Vaud) amb el duc Filibert II de Savoia, del qual no va tenir fills.

## Governadora dels Països Baixos
Margarida, davant dels dos matrimonis fallits, refusà casar-se novament i desestimà les peticions d'Enric VII d'Anglaterra, i a la mort de Felip el Bell fou nomenada Comtessa de Charolais pel seu pare. El 1507 es retirà a les Disset Províncies i el seu pare la nomenà regent/governadora dels Països Baixos i tutora del futur Carles V del Sacre Imperi Romanogermànic i de les seves germanes Elionor, Isabel i Maria d'Habsburg.
Margarida va dirigir amb prudència i saviesa els Països Baixos, actuant com intermediària del seu pare, també va negociar un tractat amb el Regne d'Anglaterra en el qual s'afavoria el comerç de robes flamenques. També va participar en la Lliga de Cambrai de 1508. El 1515 Carles V, un cop aconseguida la seva majoria d'edat, es va rebel·lar breument contra la seva influència, encara que ben aviat la va reconèixer com a consellera sàvia i raonable, tornant a restituir el seu lloc el 1519, intermitentment, fins a la seva mort. Va negociar, al costat de Lluïsa de Savoia, l'anomenada Pau de Cambrai o Pau de les Dames l'any 1529, que posà fi a la Guerra de la Lliga de Cognac.

## Mort
Retirada a la ciutat de Mechelen, morí l'1 de desembre de 1530, sent enterrada posteriorment al monestir de Brou, a la població de Bourg-en-Bresse, situada al Franc Comtat.